# 八木澤教司
八木澤 教司（やぎさわ さとし、1975年4月3日 - ）は、日本の作曲家。愛称は「やぎりん」。岩手県北上市出身。

## 経歴
岩手県北上市で生まれたが父親の転勤で、千葉県松戸市、市川市へと移り住んだ。小学校時代はほとんど音楽に興味を持っていなかったが、中学校に進学し吹奏楽部に入部した。ジョヴァンニ・ガブリエーリの「第1旋法による八声のカンツォン」を耳にして作曲家になりたいと願うようになった。
武蔵野音楽大学作曲学科、武蔵野大学大学院音楽研究科修士課程で学んだ。浦田健次郎、田中均、萩原英彦、関根剛二、戸部豊、佐藤正人に師事した。
2003年の第54回全国植樹祭テーマ音楽の編曲を行い、2010年のゆめ半島千葉国体式典音楽総合監督を務めた。
合唱曲として手がけた『あすという日が』は東日本大震災復興シンボル曲となり、2011年の第62回NHK紅白歌合戦で夏川りみ、秋川雅史によって歌唱された。
2020年、東日本大震災から10年が経とうとする中で、「震災の記憶を風化させてはいけない」、「被災地で活動している方を応援したい」という思いから、新曲『南風が吹いたら』を制作（作詞：武田あゆみ、作曲：八木澤教司 、歌唱：三宅由佳莉） 。震災のためにいつの日か、何かをしなくてはならないという積年の想いを晴らした。

## 人物
好きな作曲家はジャック・イベール、ジョヴァンニ・ガブリエーリ。
ピアニストの織茂学は大学時代同期で親友で、2010年に行われたデビュー10周年パーティーにサブライズゲストとして登場している。

## 主な作品

### 吹奏楽曲
- モアイ ― 太陽を見つめる七体の巨像
- 空中都市「マチュピチュ」 ― 隠された太陽神殿の謎
- ナスカ ― 地上に描かれた遥かなる銀河
- 死者の支配する国 ― 崇高なる光に包まれて
- 碧き宇宙 ― 生命の雫
- 吹奏楽のための音詩「輝きの海へ」（市川市立新浜小学校吹奏楽部委嘱作品、第6回「響宴」参加[7][8][9]）
- 「稜線の風」―北アルプスの印象（富山ミナミ吹奏楽団委嘱作品、第7回「響宴」参加[9][10][11]）
- アチャラナータの祭典 （成田高等学校・付属中学校音楽部委嘱作品）
- 太陽への讃歌 ― 大地の鼓動
- 吹奏楽のための詩曲「はてしなき大空への讃歌」」（市川市立新浜小学校吹奏楽部委嘱作品）
- ひまわり、15本 〜ヴィンセント・ヴァン・ゴッホに寄せて〜（新潟県長岡市立中之島中学校吹奏楽部委嘱作品）
- 眩い星座になるために… （関東学園大学附属高等学校創立50周年記念委嘱作品）
- インカの聖なる渓谷「ウルバンバ」 （柏崎市吹奏楽団結成30周年記念委嘱作品）
- ラス・ボラス・グランデス ― 惑星を象る大石球の神秘 （陸上自衛隊東部方面音楽隊委嘱作品）
- 「エディソンの光」～メンロパークの魔術師（愛知工業大学名電高等学校吹奏楽部委嘱作品）
- オアフ島の情景～碧き海と大地の歌
- 「ペルセウス」〜大空を翔る英雄の戦い（京都府立桃山高等学校吹奏楽部委嘱作品［2005年］）
- 「ヴォヤージュ」― 夢と冒険の翼/Voyage – Flight To A Hopeful Future（青稜中学校・高等学校吹奏楽部 創部25周年記念委嘱作品）
- 「プリマヴェーラ」美しき山の息吹き（甲府市民吹奏楽団創立40周年記念委嘱作品［2008年］）
- エターナル・フレンドシップ
- ディメレンタスII（千葉吹奏楽団委嘱作品、第4回「響宴」参加[9][12][13]）
- ペル・ソナーレ（富山ミナミ吹奏楽団委嘱作品、第8回「響宴」参加[9][14][15]）
- コロポックルの棲む渓谷「神居古潭」（陸上自衛隊第2音楽隊創隊30周年記念委嘱作品、第10回記念「響宴」参加[9][16][17]）
- 「ナルシスの変貌」―サルバドール・ダリに寄せて（川口市・アンサンブルリベルテ吹奏楽団委嘱作品、第11回「響宴」参加[9][18][19]）
- 「アルルカンの謝肉祭」― ジョアン・ミロに寄せて（ブリッツ・ブラス委嘱作品、第12回「響宴」参加[9][20][21]）
- 「優位な曲線」―ヴァシリー・カンディンスキーに寄せて（東北福祉大学吹奏楽部委嘱作品、第13回「響宴」下谷奨励賞 佳作[9][22][23]）
- 交響詩「母なる北方の大地 ― すべての生命を讃えて」（陸上自衛隊北部方面音楽隊創隊50周年記念委嘱作品、第14回「響宴」下谷奨励賞受賞[9][24][25]）
- タイ北部民謡による狂詩曲「ラン・パーン」（第15回「響宴」委嘱作品[9][26]）
- 「ニルマル・ヒルダイ」～マザーの微笑みに包まれて…（東北福祉大学吹奏楽部委嘱作品、第16回「響宴」参加[9][27][28]）
- 「リヤン・エテルネル」～浄められた天使たちの愛（東北福祉大学吹奏楽部委嘱作品、第17回「響宴」参加[9][29][30]）
- 邯鄲の夢（浜松交響吹奏楽団委嘱作品、第18回「響宴」参加[9][31][32]）
- 「永劫の翼」～ジョン・フレミングの法則（愛知工業大学名電高等学校吹奏楽部委嘱作品、第20回「響宴」参加[9][33][34]）
- ヴィンクロ・エテルノ（東北福祉大学吹奏楽部委嘱作品、第22回「響宴」参加[9][35][36]）
- 「烏山頭」～東洋一のダム建設物語（第23回「響宴」参加[9][37]）

### 合唱曲
- 『あすという日が』（作詞：山本瓔子）（2006年）
- 『歌の力』（作詞：渡瀬昌治）（2012年）

### 校歌
- 浜松市立高等学校[38]
- 千葉県立松戸向陽高等学校[39]
- 千葉県立船橋啓明高等学校[1][40]
- 埼玉県立ふじみ野高等学校
- 山形県立東桜学館中学校・高等学校
- 千葉市立おゆみ野南中学校
- 行方市立玉造小学校